# Silene morrisonmontana
Silene morrisonmontana är en nejlikväxtart som först beskrevs av Bunzo Hayata, och fick sitt nu gällande namn av Jisaburo Ohwi, Amp; H. Ohashi, J. Jap. Bot. 49 och 345. 1974. Silene morrisonmontana ingår i släktet glimmar, och familjen nejlikväxter. Utöver nominatformen finns också underarten S. m. glabella.